# Eustomias curtifilis
Eustomias curtifilis är en fiskart som beskrevs av Clarke 2000. Eustomias curtifilis ingår i släktet Eustomias och familjen Stomiidae. Inga underarter finns listade i Catalogue of Life.